# Phaonia obscurinervis
Phaonia obscurinervis este o specie de muște din genul Phaonia, familia Muscidae, descrisă de Stein în anul 1914.
Este endemică în Kenya. Conform Catalogue of Life specia Phaonia obscurinervis nu are subspecii cunoscute.